# Oberea rufiniventris
Oberea rufiniventris är en skalbaggsart som beskrevs av Stefan von Breuning 1968. Oberea rufiniventris ingår i släktet Oberea och familjen långhorningar. Inga underarter finns listade i Catalogue of Life.